# Batiana remotella
Batiana remotella là một loài bướm đêm trong họ Crambidae.